# Tour de los Alpes 2025
La 48.ª edición de la competición ciclista Tour de los Alpes fue una carrera de ciclismo en ruta por etapas que se celebró entre el 21 y el 25 de abril de 2024 en Italia y Austria con inicio en la ciudad italiana de San Lorenzo Dorsino y final en la ciudad austríaca de Lienz, sobre una distancia total de 746,9 kilómetros.
La carrera formó parte del del UCI ProSeries 2025, calendario ciclístico mundial de segunda división, dentro de la categoría UCI 2.Pro. El vencedor fue el australiano Michael Storer del Tudor, quien estuvo acompañado en el podio por el neerlandés Thymen Arensman del INEOS Grenadiers y el canadiense Derek Gee del Israel-Premier Tech, segundo y tercer clasificado respectivamente.

## Equipos participantes
Tomaron parte en la carrera 16 equipos: 8 de categoría UCI WorldTeam invitados por la organización, 5 de categoría UCI ProTeam, dos de categoría Continental y la selección nacional austríaca. Formaron así un pelotón de 102 ciclistas de los que acabaron 78. Los equipos participantes fueron:
| WorldTeams (8)- Team Picnic-PostNL - EF Education-EasyPost - Decathlon AG2R La Mondiale Team - Team Jayco AlUla - Bahrain-Victorious - Ineos Grenadiers - Red Bull-BORA-hansgrohe - Lidl-Trek ProTeams (5)- Team Polti VisitMalta - VF Group-Bardiani CSF-Faizanè - Tudor Pro Cycling Team - Israel-Premier Tech - Solution Tech-Vini Fantini Equipos continentales (2)- JCL Team Ukyo - Team Vorarlberg Equipo nacional- Austria |
| |

## Recorrido
El Tour de los Alpes dispuso de cinco etapas dividido en tres etapas de media montaña y dos etapa de alta montaña, para un recorrido total de 746,9 kilómetros.
| Etapa     | Fecha     | Recorrido                                 | type                   | Distancia (km) | Desnivel (m) | Ganador           | Líder           |
| --------- | --------- | ----------------------------------------- | ---------------------- | -------------- | ------------ | ----------------- | --------------- |
| 1.ª etapa | 21 de abr | San Lorenzo Dorsino – San Lorenzo Dorsino | etapa de media montaña | 143            | 2600 m       | Giulio Ciccone    | Giulio Ciccone  |
| 2.ª etapa | 22 de abr | Mezzolombardo – Vipiteno                  | etapa de montaña       | 178            | 3750 m       | Michael Storer    | Michael Storer  |
| 3.ª etapa | 23 de abr | Vipiteno – San Candido                    | etapa de montaña       | 145            | 2750 m       | Marco Frigo       | Michael Storer  |
| 4.ª etapa | 24 de abr | Sillian – Obertilliach                    | etapa de montaña       | 160            | 3200 m       | Thymen Arensman   | Thymen Arensman |
| 5.ª etapa | 25 de abr | Lienz – Lienz                             | etapa de montaña       | 113            | 2400 m       | Nicolas Prodhomme | Michael Storer  |

## Desarrollo de la carrera

### 1.ª etapa
| San Lorenzo Dorsino - San Lorenzo Dorsino | etapa de media montaña | (143 km) |

| \| Clasificación de la etapa \| Clasificación de la etapa \| Clasificación de la etapa \| Clasificación de la etapa \| Clasificación de la etapa \| \| Ciclista \| Ciclista \| Equipo \| Tiempo \| \| \| ------------------------- \| ------------------------- \| -------------------------- \| ------------------------- \| ------------------------- \| \| 1.º \| Giulio Ciccone \| Lidl-Trek \| 3 h 42 min 10 s \| \| \| 2.º \| Felix Gall \| Decathlon-AG2R La Mondiale \| + 0 s \| \| \| 3.º \| Paul Seixas \| Decathlon-AG2R La Mondiale \| + 0 s \| \| \| 4.º \| Romain Bardet \| Team Picnic-PostNL \| + 0 s \| \| \| 5.º \| Florian Stork \| Tudor Pro Cycling Team \| + 0 s \| \| \| 6.º \| Jai Hindley \| Red Bull-Bora-Hansgrohe \| + 0 s \| \| \| 7.º \| Michael Storer \| Tudor Pro Cycling Team \| + 0 s \| \| \| 8.º \| Max Poole \| Team Picnic-PostNL \| + 0 s \| \| \| 9.º \| Alexander Cepeda \| EF Education-EasyPost \| + 5 s \| \| \| 10.º \| Matthew Riccitello \| Israel-Premier Tech \| + 5 s \| \| |                    |                            |                 |
| |                    |                            |                 |
| |                    |                            |                 |
| Clasificación de la etapa |                    |                            |                 |
| Ciclista | Ciclista           | Equipo                     | Tiempo          |
| 1.º | Giulio Ciccone     | Lidl-Trek                  | 3 h 42 min 10 s |
| 2.º | Felix Gall         | Decathlon-AG2R La Mondiale | + 0 s           |
| 3.º | Paul Seixas        | Decathlon-AG2R La Mondiale | + 0 s           |
| 4.º | Romain Bardet      | Team Picnic-PostNL         | + 0 s           |
| 5.º | Florian Stork      | Tudor Pro Cycling Team     | + 0 s           |
| 6.º | Jai Hindley        | Red Bull-Bora-Hansgrohe    | + 0 s           |
| 7.º | Michael Storer     | Tudor Pro Cycling Team     | + 0 s           |
| 8.º | Max Poole          | Team Picnic-PostNL         | + 0 s           |
| 9.º | Alexander Cepeda   | EF Education-EasyPost      | + 5 s           |
| 10.º | Matthew Riccitello | Israel-Premier Tech        | + 5 s           |

| \| Clasificación general \| Clasificación general \| Clasificación general \| Clasificación general \| Clasificación general \| \| Ciclista \| Ciclista \| Equipo \| Tiempo \| \| \| --------------------- \| --------------------- \| -------------------------- \| --------------------- \| --------------------- \| \| 1.º \| Giulio Ciccone \| Lidl-Trek \| 3 h 42 min 00 s \| \| \| 2.º \| Felix Gall \| Decathlon-AG2R La Mondiale \| + 4 s \| \| \| 3.º \| Paul Seixas \| Decathlon-AG2R La Mondiale \| + 6 s \| \| \| 4.º \| Romain Bardet \| Team Picnic-PostNL \| + 10 s \| \| \| 5.º \| Florian Stork \| Tudor Pro Cycling Team \| + 10 s \| \| \| 6.º \| Jai Hindley \| Red Bull-Bora-Hansgrohe \| + 10 s \| \| \| 7.º \| Michael Storer \| Tudor Pro Cycling Team \| + 10 s \| \| \| 8.º \| Max Poole \| Team Picnic-PostNL \| + 10 s \| \| \| 9.º \| Alexander Cepeda \| EF Education-EasyPost \| + 15 s \| \| \| 10.º \| Matthew Riccitello \| Israel-Premier Tech \| + 15 s \| \| |                    |                            |                 |
| |                    |                            |                 |
| |                    |                            |                 |
| Clasificación general |                    |                            |                 |
| Ciclista | Ciclista           | Equipo                     | Tiempo          |
| 1.º | Giulio Ciccone     | Lidl-Trek                  | 3 h 42 min 00 s |
| 2.º | Felix Gall         | Decathlon-AG2R La Mondiale | + 4 s           |
| 3.º | Paul Seixas        | Decathlon-AG2R La Mondiale | + 6 s           |
| 4.º | Romain Bardet      | Team Picnic-PostNL         | + 10 s          |
| 5.º | Florian Stork      | Tudor Pro Cycling Team     | + 10 s          |
| 6.º | Jai Hindley        | Red Bull-Bora-Hansgrohe    | + 10 s          |
| 7.º | Michael Storer     | Tudor Pro Cycling Team     | + 10 s          |
| 8.º | Max Poole          | Team Picnic-PostNL         | + 10 s          |
| 9.º | Alexander Cepeda   | EF Education-EasyPost      | + 15 s          |
| 10.º | Matthew Riccitello | Israel-Premier Tech        | + 15 s          |

### 2.ª etapa
| Mezzolombardo - Vipiteno | etapa de montaña | (178 km) |

| \| Clasificación de la etapa \| Clasificación de la etapa \| Clasificación de la etapa \| Clasificación de la etapa \| Clasificación de la etapa \| \| Ciclista \| Ciclista \| Equipo \| Tiempo \| \| \| ------------------------- \| ------------------------- \| -------------------------- \| ------------------------- \| ------------------------- \| \| 1.º \| Michael Storer \| Tudor Pro Cycling Team \| 5 h 00 min 02 s \| \| \| 2.º \| Paul Seixas \| Decathlon-AG2R La Mondiale \| + 41 s \| \| \| 3.º \| Romain Bardet \| Team Picnic-PostNL \| + 41 s \| \| \| 4.º \| Davide Piganzoli \| Team Polti VisitMalta \| + 41 s \| \| \| 5.º \| Giulio Ciccone \| Lidl-Trek \| + 41 s \| \| \| 6.º \| Jai Hindley \| Red Bull-Bora-Hansgrohe \| + 41 s \| \| \| 7.º \| Felix Gall \| Decathlon-AG2R La Mondiale \| + 41 s \| \| \| 8.º \| Damiano Caruso \| Bahrain Victorious \| + 41 s \| \| \| 9.º \| Alexander Cepeda \| EF Education-EasyPost \| + 41 s \| \| \| 10.º \| Max Poole \| Team Picnic-PostNL \| + 43 s \| \| |                  |                            |                 |
| |                  |                            |                 |
| |                  |                            |                 |
| Clasificación de la etapa |                  |                            |                 |
| Ciclista | Ciclista         | Equipo                     | Tiempo          |
| 1.º | Michael Storer   | Tudor Pro Cycling Team     | 5 h 00 min 02 s |
| 2.º | Paul Seixas      | Decathlon-AG2R La Mondiale | + 41 s          |
| 3.º | Romain Bardet    | Team Picnic-PostNL         | + 41 s          |
| 4.º | Davide Piganzoli | Team Polti VisitMalta      | + 41 s          |
| 5.º | Giulio Ciccone   | Lidl-Trek                  | + 41 s          |
| 6.º | Jai Hindley      | Red Bull-Bora-Hansgrohe    | + 41 s          |
| 7.º | Felix Gall       | Decathlon-AG2R La Mondiale | + 41 s          |
| 8.º | Damiano Caruso   | Bahrain Victorious         | + 41 s          |
| 9.º | Alexander Cepeda | EF Education-EasyPost      | + 41 s          |
| 10.º | Max Poole        | Team Picnic-PostNL         | + 43 s          |

| \| Clasificación general \| Clasificación general \| Clasificación general \| Clasificación general \| Clasificación general \| \| Ciclista \| Ciclista \| Equipo \| Tiempo \| \| \| --------------------- \| --------------------- \| -------------------------- \| --------------------- \| --------------------- \| \| 1.º \| Michael Storer \| Tudor Pro Cycling Team \| 8 h 42 min 02 s \| \| \| 2.º \| Paul Seixas \| Decathlon-AG2R La Mondiale \| + 41 s \| \| \| 3.º \| Giulio Ciccone \| Lidl-Trek \| + 41 s \| \| \| 4.º \| Felix Gall \| Decathlon-AG2R La Mondiale \| + 45 s \| \| \| 5.º \| Romain Bardet \| Team Picnic-PostNL \| + 47 s \| \| \| 6.º \| Jai Hindley \| Red Bull-Bora-Hansgrohe \| + 51 s \| \| \| 7.º \| Max Poole \| Team Picnic-PostNL \| + 53 s \| \| \| 8.º \| Alexander Cepeda \| EF Education-EasyPost \| + 56 s \| \| \| 9.º \| Davide Piganzoli \| Team Polti VisitMalta \| + 1 min 00 s \| \| \| 10.º \| Damiano Caruso \| Bahrain Victorious \| + 1 min 05 s \| \| |                  |                            |                 |
| |                  |                            |                 |
| |                  |                            |                 |
| Clasificación general |                  |                            |                 |
| Ciclista | Ciclista         | Equipo                     | Tiempo          |
| 1.º | Michael Storer   | Tudor Pro Cycling Team     | 8 h 42 min 02 s |
| 2.º | Paul Seixas      | Decathlon-AG2R La Mondiale | + 41 s          |
| 3.º | Giulio Ciccone   | Lidl-Trek                  | + 41 s          |
| 4.º | Felix Gall       | Decathlon-AG2R La Mondiale | + 45 s          |
| 5.º | Romain Bardet    | Team Picnic-PostNL         | + 47 s          |
| 6.º | Jai Hindley      | Red Bull-Bora-Hansgrohe    | + 51 s          |
| 7.º | Max Poole        | Team Picnic-PostNL         | + 53 s          |
| 8.º | Alexander Cepeda | EF Education-EasyPost      | + 56 s          |
| 9.º | Davide Piganzoli | Team Polti VisitMalta      | + 1 min 00 s    |
| 10.º | Damiano Caruso   | Bahrain Victorious         | + 1 min 05 s    |

### 3.ª etapa
| Vipiteno - San Candido | etapa de montaña | (145 km) |

| \| Clasificación de la etapa \| Clasificación de la etapa \| Clasificación de la etapa \| Clasificación de la etapa \| Clasificación de la etapa \| \| Ciclista \| Ciclista \| Equipo \| Tiempo \| \| \| ------------------------- \| ------------------------- \| -------------------------- \| ------------------------- \| ------------------------- \| \| 1.º \| Marco Frigo \| Israel-Premier Tech \| \| \| \| 2.º \| Jai Hindley \| Red Bull-Bora-Hansgrohe \| + 19 s \| \| \| 3.º \| Derek Gee \| Israel-Premier Tech \| + 19 s \| \| \| 4.º \| Giulio Ciccone \| Lidl-Trek \| + 19 s \| \| \| 5.º \| Max Poole \| Team Picnic-PostNL \| + 19 s \| \| \| 6.º \| Paul Seixas \| Decathlon-AG2R La Mondiale \| + 19 s \| \| \| 7.º \| Damiano Caruso \| Bahrain Victorious \| + 19 s \| \| \| 8.º \| Michael Storer \| Tudor Pro Cycling Team \| + 19 s \| \| \| 9.º \| Nicolas Prodhomme \| Decathlon-AG2R La Mondiale \| + 19 s \| \| \| 10.º \| Romain Bardet \| Team Picnic-PostNL \| + 19 s \| \| |                   |                            |        |
| |                   |                            |        |
| |                   |                            |        |
| Clasificación de la etapa |                   |                            |        |
| Ciclista | Ciclista          | Equipo                     | Tiempo |
| 1.º | Marco Frigo       | Israel-Premier Tech        |        |
| 2.º | Jai Hindley       | Red Bull-Bora-Hansgrohe    | + 19 s |
| 3.º | Derek Gee         | Israel-Premier Tech        | + 19 s |
| 4.º | Giulio Ciccone    | Lidl-Trek                  | + 19 s |
| 5.º | Max Poole         | Team Picnic-PostNL         | + 19 s |
| 6.º | Paul Seixas       | Decathlon-AG2R La Mondiale | + 19 s |
| 7.º | Damiano Caruso    | Bahrain Victorious         | + 19 s |
| 8.º | Michael Storer    | Tudor Pro Cycling Team     | + 19 s |
| 9.º | Nicolas Prodhomme | Decathlon-AG2R La Mondiale | + 19 s |
| 10.º | Romain Bardet     | Team Picnic-PostNL         | + 19 s |

| \| Clasificación general \| Clasificación general \| Clasificación general \| Clasificación general \| Clasificación general \| \| Ciclista \| Ciclista \| Equipo \| Tiempo \| \| \| --------------------- \| --------------------- \| -------------------------- \| --------------------- \| --------------------- \| \| 1.º \| Michael Storer \| Tudor Pro Cycling Team \| 12 h 29 min 31 s \| \| \| 2.º \| Giulio Ciccone \| Lidl-Trek \| + 41 s \| \| \| 3.º \| Paul Seixas \| Decathlon-AG2R La Mondiale \| + 41 s \| \| \| 4.º \| Jai Hindley \| Red Bull-Bora-Hansgrohe \| + 45 s \| \| \| 5.º \| Felix Gall \| Decathlon-AG2R La Mondiale \| + 45 s \| \| \| 6.º \| Romain Bardet \| Team Picnic-PostNL \| + 47 s \| \| \| 7.º \| Max Poole \| Team Picnic-PostNL \| + 53 s \| \| \| 8.º \| Alexander Cepeda \| EF Education-EasyPost \| + 56 s \| \| \| 9.º \| Davide Piganzoli \| Team Polti VisitMalta \| + 1 min 00 s \| \| \| 10.º \| Damiano Caruso \| Bahrain Victorious \| + 1 min 05 s \| \| |                  |                            |                  |
| |                  |                            |                  |
| |                  |                            |                  |
| Clasificación general |                  |                            |                  |
| Ciclista | Ciclista         | Equipo                     | Tiempo           |
| 1.º | Michael Storer   | Tudor Pro Cycling Team     | 12 h 29 min 31 s |
| 2.º | Giulio Ciccone   | Lidl-Trek                  | + 41 s           |
| 3.º | Paul Seixas      | Decathlon-AG2R La Mondiale | + 41 s           |
| 4.º | Jai Hindley      | Red Bull-Bora-Hansgrohe    | + 45 s           |
| 5.º | Felix Gall       | Decathlon-AG2R La Mondiale | + 45 s           |
| 6.º | Romain Bardet    | Team Picnic-PostNL         | + 47 s           |
| 7.º | Max Poole        | Team Picnic-PostNL         | + 53 s           |
| 8.º | Alexander Cepeda | EF Education-EasyPost      | + 56 s           |
| 9.º | Davide Piganzoli | Team Polti VisitMalta      | + 1 min 00 s     |
| 10.º | Damiano Caruso   | Bahrain Victorious         | + 1 min 05 s     |

### 4.ª etapa
| Sillian - Obertilliach | etapa de montaña | (160 km) |

| \| Clasificación de la etapa \| Clasificación de la etapa \| Clasificación de la etapa \| Clasificación de la etapa \| Clasificación de la etapa \| \| Ciclista \| Ciclista \| Equipo \| Tiempo \| \| \| ------------------------- \| ------------------------- \| -------------------------- \| ------------------------- \| ------------------------- \| \| 1.º \| Thymen Arensman \| Ineos Grenadiers \| 4 h 17 min 04 s \| \| \| 2.º \| Derek Gee \| Israel-Premier Tech \| + 1 min 18 s \| \| \| 3.º \| Michael Storer \| Tudor Pro Cycling Team \| + 1 min 23 s \| \| \| 4.º \| Felix Gall \| Decathlon-AG2R La Mondiale \| + 3 min 44 s \| \| \| 5.º \| Giulio Ciccone \| Lidl-Trek \| + 3 min 44 s \| \| \| 6.º \| Damiano Caruso \| Bahrain Victorious \| + 3 min 44 s \| \| \| 7.º \| Max Poole \| Team Picnic-PostNL \| + 4 min 29 s \| \| \| 8.º \| Davide Piganzoli \| Team Polti VisitMalta \| + 4 min 35 s \| \| \| 9.º \| Romain Bardet \| Team Picnic-PostNL \| + 4 min 35 s \| \| \| 10.º \| Alexander Cepeda \| EF Education-EasyPost \| + 4 min 35 s \| \| |                  |                            |                 |
| |                  |                            |                 |
| |                  |                            |                 |
| Clasificación de la etapa |                  |                            |                 |
| Ciclista | Ciclista         | Equipo                     | Tiempo          |
| 1.º | Thymen Arensman  | Ineos Grenadiers           | 4 h 17 min 04 s |
| 2.º | Derek Gee        | Israel-Premier Tech        | + 1 min 18 s    |
| 3.º | Michael Storer   | Tudor Pro Cycling Team     | + 1 min 23 s    |
| 4.º | Felix Gall       | Decathlon-AG2R La Mondiale | + 3 min 44 s    |
| 5.º | Giulio Ciccone   | Lidl-Trek                  | + 3 min 44 s    |
| 6.º | Damiano Caruso   | Bahrain Victorious         | + 3 min 44 s    |
| 7.º | Max Poole        | Team Picnic-PostNL         | + 4 min 29 s    |
| 8.º | Davide Piganzoli | Team Polti VisitMalta      | + 4 min 35 s    |
| 9.º | Romain Bardet    | Team Picnic-PostNL         | + 4 min 35 s    |
| 10.º | Alexander Cepeda | EF Education-EasyPost      | + 4 min 35 s    |

| \| Clasificación general \| Clasificación general \| Clasificación general \| Clasificación general \| Clasificación general \| \| Ciclista \| Ciclista \| Equipo \| Tiempo \| \| \| --------------------- \| --------------------- \| -------------------------- \| --------------------- \| --------------------- \| \| 1.º \| Thymen Arensman \| Ineos Grenadiers \| 16 h 47 min 43 s \| \| \| 2.º \| Michael Storer \| Tudor Pro Cycling Team \| + 11 s \| \| \| 3.º \| Derek Gee \| Israel-Premier Tech \| + 2 min 15 s \| \| \| 4.º \| Giulio Ciccone \| Lidl-Trek \| + 3 min 17 s \| \| \| 5.º \| Felix Gall \| Decathlon-AG2R La Mondiale \| + 3 min 21 s \| \| \| 6.º \| Damiano Caruso \| Bahrain Victorious \| + 3 min 41 s \| \| \| 7.º \| Romain Bardet \| Team Picnic-PostNL \| + 4 min 14 s \| \| \| 8.º \| Max Poole \| Team Picnic-PostNL \| + 4 min 14 s \| \| \| 9.º \| Jai Hindley \| Red Bull-Bora-Hansgrohe \| + 4 min 17 s \| \| \| 10.º \| Alexander Cepeda \| EF Education-EasyPost \| + 4 min 23 s \| \| |                  |                            |                  |
| |                  |                            |                  |
| |                  |                            |                  |
| Clasificación general |                  |                            |                  |
| Ciclista | Ciclista         | Equipo                     | Tiempo           |
| 1.º | Thymen Arensman  | Ineos Grenadiers           | 16 h 47 min 43 s |
| 2.º | Michael Storer   | Tudor Pro Cycling Team     | + 11 s           |
| 3.º | Derek Gee        | Israel-Premier Tech        | + 2 min 15 s     |
| 4.º | Giulio Ciccone   | Lidl-Trek                  | + 3 min 17 s     |
| 5.º | Felix Gall       | Decathlon-AG2R La Mondiale | + 3 min 21 s     |
| 6.º | Damiano Caruso   | Bahrain Victorious         | + 3 min 41 s     |
| 7.º | Romain Bardet    | Team Picnic-PostNL         | + 4 min 14 s     |
| 8.º | Max Poole        | Team Picnic-PostNL         | + 4 min 14 s     |
| 9.º | Jai Hindley      | Red Bull-Bora-Hansgrohe    | + 4 min 17 s     |
| 10.º | Alexander Cepeda | EF Education-EasyPost      | + 4 min 23 s     |

### 5.ª etapa
| Lienz - Lienz | etapa de montaña | (113 km) |

| \| Clasificación de la etapa \| Clasificación de la etapa \| Clasificación de la etapa \| Clasificación de la etapa \| Clasificación de la etapa \| \| Ciclista \| Ciclista \| Equipo \| Tiempo \| \| \| ------------------------- \| ------------------------- \| ----------------------------- \| ------------------------- \| ------------------------- \| \| 1.º \| Nicolas Prodhomme \| Decathlon-AG2R La Mondiale \| 2 h 58 min 54 s \| \| \| 2.º \| Paul Seixas \| Decathlon-AG2R La Mondiale \| + 0 s \| \| \| 3.º \| Emil Herzog \| Red Bull-Bora-Hansgrohe \| + 29 s \| \| \| 4.º \| Koen Bouwman \| Team Jayco AlUla \| + 1 min 08 s \| \| \| 5.º \| Mattia Bais \| Team Polti VisitMalta \| + 1 min 08 s \| \| \| 6.º \| Jakob Fuglsang \| Israel-Premier Tech \| + 1 min 08 s \| \| \| 7.º \| Manuele Tarozzi \| VF Group-Bardiani CSF-Faizanè \| + 1 min 08 s \| \| \| 8.º \| Michael Storer \| Tudor Pro Cycling Team \| + 1 min 20 s \| \| \| 9.º \| Thymen Arensman \| Ineos Grenadiers \| + 3 min 04 s \| \| \| 10.º \| Max Poole \| Team Picnic-PostNL \| + 3 min 23 s \| \| |                   |                               |                 |
| |                   |                               |                 |
| |                   |                               |                 |
| Clasificación de la etapa |                   |                               |                 |
| Ciclista | Ciclista          | Equipo                        | Tiempo          |
| 1.º | Nicolas Prodhomme | Decathlon-AG2R La Mondiale    | 2 h 58 min 54 s |
| 2.º | Paul Seixas       | Decathlon-AG2R La Mondiale    | + 0 s           |
| 3.º | Emil Herzog       | Red Bull-Bora-Hansgrohe       | + 29 s          |
| 4.º | Koen Bouwman      | Team Jayco AlUla              | + 1 min 08 s    |
| 5.º | Mattia Bais       | Team Polti VisitMalta         | + 1 min 08 s    |
| 6.º | Jakob Fuglsang    | Israel-Premier Tech           | + 1 min 08 s    |
| 7.º | Manuele Tarozzi   | VF Group-Bardiani CSF-Faizanè | + 1 min 08 s    |
| 8.º | Michael Storer    | Tudor Pro Cycling Team        | + 1 min 20 s    |
| 9.º | Thymen Arensman   | Ineos Grenadiers              | + 3 min 04 s    |
| 10.º | Max Poole         | Team Picnic-PostNL            | + 3 min 23 s    |

## Clasificaciones finales
- Las clasificaciones finalizaron de la siguiente forma:[5]

### Clasificación general
| \| Clasificación general \| Clasificación general \| Clasificación general \| Clasificación general \| Clasificación general \| \| Ciclista \| Ciclista \| Equipo \| Tiempo \| \| \| --------------------- \| --------------------- \| -------------------------- \| --------------------- \| --------------------- \| \| 1.º \| Michael Storer \| Tudor Pro Cycling Team \| 19 h 48 min 08 s \| \| \| 2.º \| Thymen Arensman \| Ineos Grenadiers \| + 1 min 33 s \| \| \| 3.º \| Derek Gee \| Israel-Premier Tech \| + 4 min 07 s \| \| \| 4.º \| Giulio Ciccone \| Lidl-Trek \| + 5 min 09 s \| \| \| 5.º \| Felix Gall \| Decathlon-AG2R La Mondiale \| + 5 min 13 s \| \| \| 6.º \| Damiano Caruso \| Bahrain Victorious \| + 5 min 33 s \| \| \| 7.º \| Max Poole \| Team Picnic-PostNL \| + 6 min 06 s \| \| \| 8.º \| Jai Hindley \| Red Bull-Bora-Hansgrohe \| + 6 min 09 s \| \| \| 9.º \| Matthew Riccitello \| Israel-Premier Tech \| + 6 min 33 s \| \| \| 10.º \| Romain Bardet \| Team Picnic-PostNL \| + 6 min 46 s \| \| |                    |                            |                  |
| |                    |                            |                  |
| |                    |                            |                  |
| Clasificación general |                    |                            |                  |
| Ciclista | Ciclista           | Equipo                     | Tiempo           |
| 1.º | Michael Storer     | Tudor Pro Cycling Team     | 19 h 48 min 08 s |
| 2.º | Thymen Arensman    | Ineos Grenadiers           | + 1 min 33 s     |
| 3.º | Derek Gee          | Israel-Premier Tech        | + 4 min 07 s     |
| 4.º | Giulio Ciccone     | Lidl-Trek                  | + 5 min 09 s     |
| 5.º | Felix Gall         | Decathlon-AG2R La Mondiale | + 5 min 13 s     |
| 6.º | Damiano Caruso     | Bahrain Victorious         | + 5 min 33 s     |
| 7.º | Max Poole          | Team Picnic-PostNL         | + 6 min 06 s     |
| 8.º | Jai Hindley        | Red Bull-Bora-Hansgrohe    | + 6 min 09 s     |
| 9.º | Matthew Riccitello | Israel-Premier Tech        | + 6 min 33 s     |
| 10.º | Romain Bardet      | Team Picnic-PostNL         | + 6 min 46 s     |

### Clasificación de los puntos
| Clasificación por puntos | Clasificación por puntos | Clasificación por puntos   | Clasificación por puntos | Clasificación por puntos |
| Ciclista                 | Ciclista                 | Equipo                     | Puntos                   |                          |
| ------------------------ | ------------------------ | -------------------------- | ------------------------ | ------------------------ |
| 1.º                      | Paul Seixas              | Decathlon-AG2R La Mondiale | 63 pts                   |                          |
| 2.º                      | Michael Storer           | Tudor Pro Cycling Team     | 47 pts                   |                          |
| 3.º                      | Giulio Ciccone           | Lidl-Trek                  | 45 pts                   |                          |
| 4.º                      | Thymen Arensman          | Ineos Grenadiers           | 37 pts                   |                          |
| 5.º                      | Derek Gee                | Israel-Premier Tech        | 36 pts                   |                          |

### Clasificación de la montaña
| Clasificación de la montaña | Clasificación de la montaña | Clasificación de la montaña | Clasificación de la montaña | Clasificación de la montaña |
| Ciclista                    | Ciclista                    | Equipo                      | Puntos                      |                             |
| --------------------------- | --------------------------- | --------------------------- | --------------------------- | --------------------------- |
| 1.º                         | Finlay Pickering            | Bahrain Victorious          | 34 pts                      |                             |
| 2.º                         | Koen Bouwman                | Team Jayco AlUla            | 22 pts                      |                             |
| 3.º                         | Marco Frigo                 | Israel-Premier Tech         | 16 pts                      |                             |
| 4.º                         | Paul Seixas                 | Decathlon-AG2R La Mondiale  | 16 pts                      |                             |
| 5.º                         | Fran Miholjević             | Bahrain Victorious          | 14 pts                      |                             |

### Clasificación de los sprints (metas volantes)
| Clasificación de las metas volantes | Clasificación de las metas volantes | Clasificación de las metas volantes | Clasificación de las metas volantes | Clasificación de las metas volantes |
| Ciclista                            | Ciclista                            | Equipo                              | Puntos                              |                                     |
| ----------------------------------- | ----------------------------------- | ----------------------------------- | ----------------------------------- | ----------------------------------- |
| 1.º                                 | Koen Bouwman                        | Team Jayco AlUla                    | 152 pts                             |                                     |
| 2.º                                 | Fran Miholjević                     | Bahrain Victorious                  | 115 pts                             |                                     |
| 3.º                                 | Davide Bais                         | Team Polti VisitMalta               | 114 pts                             |                                     |
| 4.º                                 | Andrew August                       | Ineos Grenadiers                    | 113 pts                             |                                     |
| 5.º                                 | Finlay Pickering                    | Bahrain Victorious                  | 113 pts                             |                                     |

### Clasificación de los jóvenes
| Clasificación del mejor joven | Clasificación del mejor joven | Clasificación del mejor joven | Clasificación del mejor joven | Clasificación del mejor joven |
| Ciclista                      | Ciclista                      | Equipo                        | Tiempo                        |                               |
| ----------------------------- | ----------------------------- | ----------------------------- | ----------------------------- | ----------------------------- |
| 1.º                           | Max Poole                     | Team Picnic-PostNL            | 19 h 54 min 14 s              |                               |
| 2.º                           | Matthew Riccitello            | Israel-Premier Tech           | + 27 s                        |                               |
| 3.º                           | Davide Piganzoli              | Team Polti VisitMalta         | + 53 s                        |                               |
| 4.º                           | Paul Seixas                   | Decathlon-AG2R La Mondiale    | + 2 min 06 s                  |                               |
| 5.º                           | Emil Herzog                   | Red Bull-Bora-Hansgrohe       | + 30 min 33 s                 |                               |

### Clasificación por equipos
| Clasificación por equipos | Clasificación por equipos       | Clasificación por equipos | Clasificación por equipos |
| Equipo                    | Equipo                          | Tiempo                    |                           |
| ------------------------- | ------------------------------- | ------------------------- | ------------------------- |
| 1.º                       | Israel-Premier Tech             | 59 h 55 min 45 s          |                           |
| 2.º                       | Team Jayco AlUla                | + 2 min 42 s              |                           |
| 3.º                       | Decathlon AG2R La Mondiale Team | + 4 min 01 s              |                           |
| 4.º                       | Lidl-Trek                       | + 18 min 58 s             |                           |
| 5.º                       | Team Picnic-PostNL              | + 21 min 40 s             |                           |

## Evolución de las clasificaciones
| Etapa                   |                         | Ganador _         | Clasificación general | Puntos         | Montaña          | Metas volantes | Jóvenes     | Equipo _                        |
| ----------------------- | ----------------------- | ----------------- | --------------------- | -------------- | ---------------- | -------------- | ----------- | ------------------------------- |
| 1.ª etapa               | etapa de media montaña  | Giulio Ciccone    | Giulio Ciccone        | Giulio Ciccone | Finlay Pickering | Davide Bais    | Paul Seixas | VF Group-Bardiani CSF-Faizanè   |
| 2.ª etapa               | etapa de montaña        | Michael Storer    | Michael Storer        | Giulio Ciccone | Finlay Pickering | Koen Bouwman   | Paul Seixas | VF Group-Bardiani CSF-Faizanè   |
| 3.ª etapa               | etapa de montaña        | Marco Frigo       | Michael Storer        | Giulio Ciccone | Finlay Pickering | Koen Bouwman   | Paul Seixas | Decathlon AG2R La Mondiale Team |
| 4.ª etapa               | etapa de montaña        | Thymen Arensman   | Thymen Arensman       | Giulio Ciccone | Finlay Pickering | Koen Bouwman   | Max Poole   | Israel-Premier Tech             |
| 5.ª etapa               | etapa de montaña        | Nicolas Prodhomme | Michael Storer        | Paul Seixas    | Finlay Pickering | Koen Bouwman   | Max Poole   | Israel-Premier Tech             |
| Clasificaciones finales | Clasificaciones finales |                   | Michael Storer        | Paul Seixas    | Finlay Pickering | Koen Bouwman   | Max Poole   | Israel-Premier Tech             |

## Ciclistas participantes y posiciones finales
Convenciones:
- AB-N: Abandono en la etapa "N"
- FLT-N: Retiro por arribo fuera del límite de tiempo en la etapa "N"
- NTS-N: No tomó la salida para la etapa "N"
- DES-N: Descalificado o expulsado en la etapa "N"

## UCI World Ranking
El Tour de los Alpes otorgó puntos para el UCI World Ranking para corredores de los equipos en las categorías UCI WorldTeam, UCI ProTeam y Continental. Las siguientes tablas son el baremo de puntuación y los diez corredores que obtuvieron más puntos:
| Posición              | 1.º | 2.º | 3.º | 4.º | 5.º | 6.º | 7.º | 8.º | 9.º | 10.º | 11.º | 12.º | 13.º | 14.º | 15.º | 16.º-30.º | 31.º-40.º |
| Clasificación general | 200 | 150 | 125 | 100 | 85  | 70  | 60  | 50  | 40  | 35   | 30   | 25   | 20   | 15   | 10   | 5         | 3         |
| Por etapa             | 20  | 15  | 10  | 5   | 3   |     |     |     |     |      |      |      |      |      |      |           |           |
| Líder                 | 5   |     |     |     |     |     |     |     |     |      |      |      |      |      |      |           |           |

| Clasificación |                 |                            |         |       |       |       |
| Posición      | Ciclista        | Equipo                     | General | Etapa | Líder | Total |
| ------------- | --------------- | -------------------------- | ------- | ----- | ----- | ----- |
| 1.º           | Michael Storer  | Tudor                      | 200     | 30    | 10    | 240   |
| 2.º           | Thymen Arensman | INEOS Grenadiers           | 150     | 20    | 5     | 175   |
| 3.º           | Derek Gee       | Israel-Premier Tech        | 125     | 25    | -     | 150   |
| 4.º           | Giulio Ciccone  | Lidl-Trek                  | 100     | 31    | 5     | 136   |
| 5.º           | Felix Gall      | Decathlon AG2R La Mondiale | 85      | 20    | -     | 105   |
| 6.º           | Damiano Caruso  | Bahrain Victorious         | 70      | -     | -     | 70    |
| 7.º           | Jai Hindley     | Red Bull-BORA-hansgrohe    | 50      | 15    | -     | 65    |
| 8.º           | Paul Seixas     | Decathlon AG2R La Mondiale | 25      | 40    | -     | 65    |
| 9.º           | Max Poole       | Picnic PostNL              | 60      | 3     | -     | 63    |
| 10.º          | Romain Bardet   | Picnic PostNL              | 35      | 15    | -     | 50    |